# 최영준 (1991년)
최영준(崔榮峻, 1991년 12월 15일~)은 대한민국의 축구 선수로 현재 수원 삼성 블루윙즈에서 중앙 미드필더로 활약 중이다.

## 구단 경력
건국대학교 졸업한 뒤 2011년 번외 지명 신분으로 고향팀인 경남 FC에 입단하여 5월 5일 대전 하나 시티즌과의 2011년 리그컵 A조 4차전에서 프로 데뷔전을 치러 팀의 4강 진출에 일조하는 등 13경기에 출전하는 준수한 모습을 보이며 경남과의 재계약에 성공했다.
그리고 2015년 군 복무를 위해 아산 무궁화에 입대하여 2016년 K리그2 우승에 기여했으며 군 복무를 마치고 전역한 뒤 경남으로 복귀하여 2017년 K리그2 우승, 2018년 K리그1 준우승에 기여하며 K리그2 2017 베스트 11, K리그1 2018 베스트 11에 선정되는 영예를 안았다.
2018 시즌을 마친 후 2018년 12월 30일 K리그 강호 전북 현대 모터스로 이적하였고 2019년 여름 이적 시장을 통해 포항 스틸러스로 임대 이적하여 37경기를 소화한 뒤 2021 시즌을 앞두고 전북으로 임대 복귀했지만 부상으로 인해 후반기에는 이렇다 할 활약이 없었다.
2022 시즌을 앞두고 제주 유나이티드로 이적하였다.

## 수상 내역

### 구단
경남 FC
- K리그2 : 우승 (2017)
- K리그1: 준우승 (2018)

 아산 무궁화
- K리그2 : 우승 (2016)

 전북 현대 모터스
- K리그1: 우승 (2021)

### 개인
- K리그1 베스트 11 : (2018)